# 利別車站
利別車站（日语：／ Toshibetsu eki */?）是位於北海道中川郡池田町字利別西町的北海道旅客鐵道（JR北海道）根室本線的鐵路車站。車站編號為K35。電報略號為トシ。
車站名稱來自阿伊努語的「tus-pet」（繩子的河川/蛇的河川）或「to-us-pet」（多湖的河川）。

## 歷史
- 1904年（明治37年）12月15日 - 以北海道官設鐵道車站開始營業。一般車站。
- 1905年（明治38年）4月1日 - 轉移至國有鐵道管理。
- 1967年（昭和42年）
  - 10月1日 - 廢除貨物處理。
  - 11月1日 - 幕別車站移近600米。
- 1984年（昭和59年）2月1日 - 廢除行李處理。
- 1987年（昭和62年）4月1日 - 國鐵分割民營化後，由JR北海道繼承。

## 車站構造
利別車站屬於1面2線、島式月台的無人地面車站。位於車站大樓旁的1號線供上行（幕別、帶廣、瀧川方向）列車、2號線則供下行（池田、浦幌、釧路方向）列車行駛。在特殊情況下，2號線亦可以讓上行列車行駛。往瀧川方向設置平交道。

## 車站周邊
車站南側為利別市區及住宅。而北側主要是田地。
- 國道242號
- 池田警察署利別派出所
- 利別郵政局
- 十勝池田町農業協同組合（JA十勝池田町）總所
- 池田町立利別小學
- 十勝巴士「利別33號」站（沿國道242號）

## 相鄰車站
北海道旅客鐵道（JR北海道）
■根室本線
幕別（K34）－利別（K35）－池田（K36）

## 外部連結
- （日語）JR北海道 – 利別車站（页面存档备份，存于）
- （日語）利別車站（页面存档备份，存于）
- （日語）全驛參觀之旅（页面存档备份，存于）

1. ↑  北海道庁.  (PDF). 北海道庁.   [2017-08-17]. （原始内容存档 (PDF)于2018-04-17）.